# Rasmus Carl Staeger
Rasmus Carl Staeger (Kopenhagen, 1800 - 1875) was een Deens entomoloog.
Staeger werd geboren en stierf in Kopenhagen. In de loop van zijn leven was hij rechter, financieel adviseur van de Deense regering, en entomoloog. Als entomoloog concentreerde hij zich vooral op Diptera, met name Dolichopodidae (slankpootvliegen), Sepsidae (wappervliegen) en Chironomidae (dansmuggen). Staeger’s Diptera collectie is in beheer van het Zoölogisch Museum in Kopenhagen
en is online te bezoeken.

## Enkele Diptera beschreven door Staeger
- Sepsis ciliata Sepsidae
- Oxycera falleni Stratiomyidae
- Syrphus hyperboreus Syrphidae
- Siphona strigata Tachinidae
- Dolichopus angustifrons Dolichopodidae
- Sybistroma crinipes Dolichopodidae

## Werken
- Systematisk Fortegnelse over de i Danmark hidtil fundne Diptera (1840)
- Danske Dolichopoder (1842-43)
- Systematisk Fremstilling af den danske Favnas Arter af Antliatslægten Sepsis (1844)
- Grønlands Antliater beskrevne (1845)